# Teatro de Ópera y Ballet de Ekaterimburgo
El Teatro Estatal de Ópera y Ballet de Ekaterimburgo (en ruso: Екатеринбургский театр оперы и балета) es el teatro de la ópera de la ciudad rusa de Ekaterimburgo. El edificio fue diseñado por el ingeniero Vladímir Semiónov e inaugurado el 26 de octubrejul./ 8 de noviembre de 1917greg. en una reunión abierta por el Soviet de Diputados de Trabajadores y Soldados de Ekaterimburgo.